# Pico Simón Bolívar

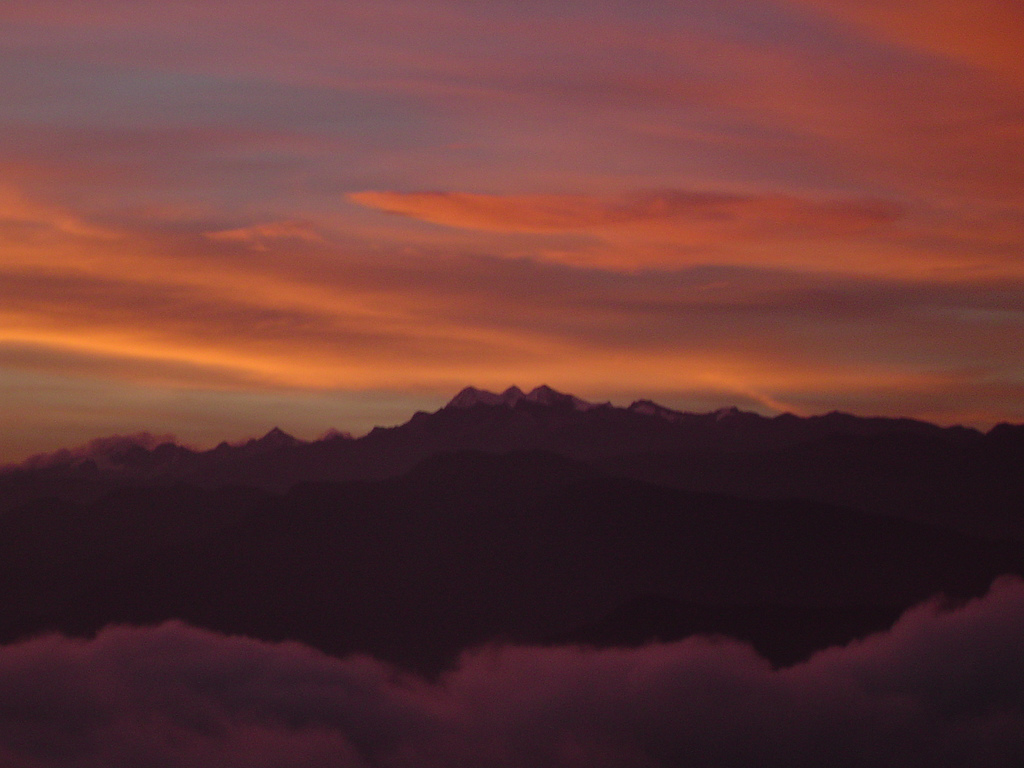
Amanecer en la Sierra Nevada de Santa Marta.

El  pico Simón Bolívar es una montaña con nieves perpetuas que forma parte de la Sierra Nevada de Santa Marta, en el norte de Colombia. El pico Simón Bolívar y el pico Cristóbal Colón son picos gemelos, lo cual quiere decir que tienen la misma altura de 5.775 m,[cita requerida] y por lo tanto ambos son las montañas más altas de Colombia, pero usualmente se escoge al pico Cristóbal Colón para representar a Colombia, ya que es más fácil de esta manera diferenciar entre el pico más alto de Venezuela, que es el pico Bolívar[cita requerida]. Datos provistos por la misión SRTM señalan que el pico posee una altitud cercana a los 5.700 m s. n. m., menor a la tradicionalmente aceptada.
Recibe su nombre en honor al libertador Simón Bolívar, y su cumbre está cubierta con nieves perpetuas.

## Geografía
El Pico Simón Bolívar forma parte de la Sierra Nevada de Santa Marta, el sistema montañoso litoral más alto del mundo. Este macizo es una formación geológica compleja que se originó a partir de levantamientos tectónicos de la Placa del Caribe y la Placa Sudamericana. La Sierra Nevada se caracteriza por su aislamiento geográfico de la cordillera andina, lo que ha propiciado una alta diversidad de ecosistemas y especies endémicas.
La cumbre del Pico Simón Bolívar se encuentra a una altitud que, al igual que la del Pico Cristóbal Colón, se estima en 5.509 metros sobre el nivel del mar (m s. n. m.). La cima está cubierta por un casquete glaciar, aunque este, como otros glaciares tropicales, ha experimentado un retroceso significativo debido a la aceleración del cambio climático. 
Hidrográficamente, la Sierra Nevada de Santa Marta es una estrella hídrica de la que nacen numerosos ríos que descienden hacia el Mar Caribe, el Río Magdalena y la Ciénaga Grande de Santa Marta. Estos ríos son vitales para el abastecimiento de agua de las poblaciones locales, así como para la agricultura y la pesca en la región.

## Significado Cultural y Espiritual
La Sierra Nevada de Santa Marta es el hogar de cuatro grupos étnicos indígenas: los Arhuacos, los Kogui, los Wiwa y los Malayo (o Arzarios/Kankuamo). Para estas comunidades, la Sierra Nevada, y por ende el Pico Simón Bolívar, es considerada el "Corazón del Mundo".
Estos pueblos tienen una profunda cosmovisión que ve la Sierra como un ser vivo, una entidad sagrada que sustenta el equilibrio del universo. Las cumbres nevadas son consideradas lugares sagrados de ofrenda y conexión espiritual. La montaña es parte de su territorio ancestral y las actividades que se realizan en ella, especialmente las que impactan los ecosistemas de alta montaña, son vistas como una afrenta a su cultura y a la salud del planeta. Por ello, el acceso a estas cumbres suele estar restringido y requiere el permiso de las autoridades indígenas y el acompañamiento de guías locales autorizados. 